# Zuzanna Ginczanka
Zuzanna Ginczanka, pseudonimo di Zuzanna Polina Gincburg (Kiev, 22 marzo 1917 – Cracovia, 1944), è stata una poetessa polacca di origine ebraica, attiva nel periodo tra le due guerre mondiali. Sebbene abbia pubblicato una sola raccolta di poesie durante la sua vita, il suo libro O centaurach ("Sui centauri", 1936) creò scalpore nei circoli letterari polacchi. Fu arrestata e giustiziata a Cracovia poco prima della fine della seconda guerra mondiale. 

## Biografia
Zuzanna Ginczanka nacque Zuzanna Polina Ginzburg ("Gincburg" nella trascrizione fonetica polacca) il 22 marzo 1917 a Kiev, allora parte dell'Impero russo. I genitori ebrei fuggirono dalla guerra civile russa, stabilendosi nel 1922 nella città di Równe, città prevalentemente di lingua yiddish, chiamata anche Równe Wołyńskie dagli abitanti, nella Kresy Wschodnie (terre di confine orientali) della Polonia prebellica (ora nella parte occidentale dell'Ucraina). Suo padre, Simon Ginzburg, era avvocato, mentre sua madre Tsetsiliya (Цецилия) Ginzburg, nata Sandberg, era casalinga.  Ginczanka era titolare di un passaporto Nansen (passaporto internazionalmente riconosciuto rilasciato dalla Società delle Nazioni a profughi e rifugiati apolidi) e, nonostante gli sforzi fatti in tal senso, non riuscì a ottenere la cittadinanza polacca prima dello scoppio della guerra.  Abbandonata dal padre, che dopo un divorzio partì per Berlino, e in seguito dalla madre, che dopo un secondo matrimonio partì per la Spagna, visse nella casa di Równe della nonna materna, Klara Sandberg, a detta di tutti una donna saggia e prudente che fu responsabile della sua educazione.  La casa moderatamente benestante di Klara Sandberg nella via principale della città, con il suo negozio al piano terra, fu descritta dallo scrittore Jerzy Andrzejewski, contemporaneo di Ginczanka che cercò di conoscere Zuzanna, e indipendentemente dal poeta Jan Śpiewak, altro abitante della città.
Tra il 1927 e il 1935 Zuzanna Ginczanka frequentò un liceo statale a Równe, il Państwowe Gimnazjum im. T. Kościuszki.. Nel 1935 si trasferì a Varsavia per iniziare gli studi all'Università di Varsavia.  I suoi studi però furono presto interrotti, probabilmente a causa di incidenti antisemiti all'università.

### Periodo iniziale
Ginczanka parlava sia il russo, scelto dai suoi genitori emancipati, sia il polacco dei suoi amici, ma non conosceva una parola di yiddish. Il desiderio di diventare una poetessa polacca la portò a scegliere la lingua polacca. Secondo la madre di Ginczanka, questa iniziò a comporre versi all'età di 4 anni, scrivendo un'intera ballata all'età di 8 anni.  Pubblicò le sue prime poesie mentre era ancora a scuola, "debuttando" nel 1931 - all'età di 14 anni - con la poesia Uczta wakacyjna ("Festa delle vacanze") pubblicato sul giornale bimestrale del liceo Echa Szkolne, curato da Czesław Janczarski .  In questo periodo Ginczanka fu attiva anche come autrice di testi di canzoni.  Nell'agosto del 1933 sulle pagine del Kuryer Literacko-Naukowy, un supplemento domenicale del noto Ilustrowany Kuryer Codzienny, fu pubblicata la poesia di 16 versi intitolata Żyzność sierpniowa ("Fertilità nel mese di agosto").  Nel componimento, la poetessa  sedicenne parla con la voce di una donna matura che guarda con nostalgia al mondo dei giovani nel fiore della vita, con la sua maturità per l'amore (da cui il titolo), dalla prospettiva consapevole e indulgente di chi ha vissuto una vita che si è realizzata molto tempo prima. Gli ultimi due versi, inoltre, danno voce alle sonorità catastrofiche che rimarranno per sempre il tratto distintivo della poesia di Ginczanka, spesso celate in immagini sanguinarie:
Incoraggiata da Julian Tuwim a partecipare al Concorso per Giovani Poeti (Turniej Młodych Poetów), organizzato nella primavera successiva dal Wiadomości Literackie, il più importante periodico letterario polacco dell'epoca, vinse una menzione d'onore (terza classe) con la poesia Gramatyka ("La Grammatica"), pubblicata nel numero del 15 luglio 1934 del settimanale, dedicato in parte ai risultati del concorso. Aveva 17 anni; la maggior parte, se non tutti, degli altri 22 finalisti erano più anziane di lei.  Sette settimane dopo, nell'edizione del 2 settembre 1934, Wiadomości Literackie riprenderà il suo concorso di poesia pubblicando un elenco di ulteriori premi letterari assegnati ai vincitori; per il suo contributo, Zuzanna Ginczanka riceverà una raccolta di poesie di Michelangelo nella traduzione di Leopold Staff. La poesia di Ginczanka, che si apre in modo audace con un segno di punteggiatura (una parentesi sinistra), tratta delle parti del discorso, descrivendo ciascuna in modo poetico iniziando con l'aggettivo, poi assumendo l'avverbio e terminando con un'analisi filosofico-filologica del pronome personale ("Io senza di te, tu senza di me, non è nulla"; riga 30).
A questo periodo appartiene anche la poesia di Ginczanka Zdrada ("Tradimento"), composta nel 1934.

### Periodo di Varsavia
Al suo arrivo a Varsavia nel settembre del 1935, la diciottenne Ginczanka, già nota, divenne rapidamente una "figura leggendaria" del mondo bohémien degli artisti di Varsavia del periodo interbellico, in quanto protetta di Julian Tuwim, il decano dei poeti polacchi dell'epoca, un legame che le aprì le porte di tutti i più importanti periodici letterari, salotti e case editrici del paese.  (I suoi detrattori le attribuirono il soprannome di "Tuwim in sottoveste", Tuwim w spódnicy). Critici di alto calibro, come Karol Wiktor Zawodziński, hanno analizzato gli aspetti del lirismo di Ginczanka in relazione allo stile poetico di Tuwim.  Jarosław Iwaszkiewicz da parte sua ricorda che Ginczanka era "molto brava" come poetessa fin dall'inizio, senza alcun periodo iniziale di incubazione del talento poetico, e - consapevole della sua abilità letteraria - si teneva lontana dai gruppi letterari, in particolare desiderando prendere pubblicamente le distanze dalla cerchia di poeti sperimantali Skamander alla quale normalmente sarebbe stata associata dagli altri. Così, ad esempio, la sua frequentazione del caffè Mała Ziemiańska, il famoso ritrovo dei letterati di Varsavia dove con graziosa disinvoltura teneva corte alla tavola di Witold Gombrowicz, è stata commemorata nella sua poesia Pochwała snobów ("Elogio degli snob"), pubblicata sulla rivista satirica Szpilki nel 1937.  A testimonianza della sua fama, a volte sarebbe stata lei stessa il bersaglio di poesie satiriche e disegni pubblicati su periodici letterari, come ad esempio nel numero di Natale del 1937 del Wiadomości Literackie dove è raffigurata nella vignetta collettiva che rappresenta la crème de la crème della letteratura polacca, accanto ad Andrzej Nowicki e Janusz Minkiewicz.

#### I giudizi degli altri autori
Ginczanka era una donna dotata di una bellezza sorprendente e accattivante - "la bellezza di un'icona bizantina", nelle parole dello scrittore leggermente più anziano Ryszard Matuszewski che ricordava le sue visite al caffè Zodiak di Varsavia  - molti dei suoi colleghi scrittori notarono in particolare i suoi occhi (ognuno leggermente diverso, entrambi in alcuni resoconti accentuati da uno strabismo di Venere) e l'irresistibile armonia attraente tra il suo agile aspetto fisico e la sua psicologia personale. Jan Kott vide infatti una connessione tra la sua poesia, "che entusiasma tutti", e la sua bellezza personale: "c'era qualcosa di una qasida persiana in entrambe", scrisse. (Il suo traduttore italiano, Alessandro Amenta, ha recentemente portato avanti questa linea di ragionamento, affermando che per i suoi ammiratori, il suo corpo si è fuso con il suo testo). Per Kazimierz Brandys, suo coetaneo, era un'"apparizione sacra" con "gli occhi di un cerbiatto". L'autore Adolf Rudnicki, cercando un'espressione adatta per descriverla, si è fermato su "Rosa di Sharon" (Róża z Saronu), un tropo del Cantico dei Cantici, aggiungendo che il pittore (identificato da lui solo come "C.") per il quale aveva posato nuda (in presenza del marito) gli aveva confessato "di non aver mai posato gli occhi su nulla di così bello in vita sua".  Il suo ritratto è opera del noto pittore polacco Aleksander Rafałowski (1894-1980) - una raffigurazione en grande tenue - e fu riprodotto nel settimanale Wiadomości Literackie nel 1937.  Ginczanka era ammirata da molti per molte ragioni. Czesław Miłosz dice che lo scrittore Zbigniew Mitzner, co-fondatore della rivista Szpilki, era sentimentalmente coinvolto con lei. Era nota per respingere i suoi corteggiatori, tuttavia, a volte in questo modo - come nel caso di Leon Pasternak - guadagnandosi la loro inimicizia che si concluse con la pubblicazione di satire per vendetta.  Per Stanisław Piętak, uno dei più illustri poeti polacchi del periodo interbellico, incontrarla per strada era un'esperienza simile all'incontro con una stella che si stacca dal cielo e atterra direttamente sul marciapiede accanto a te.  Solo il poeta Andrzej Nowicki fu visto godere del suo favore per un periodo,  ma anche lui fu ritenuto da Tadeusz Wittlin un compagno di convenienza senza coinvolgimenti relazionali.  Ginczanka aveva un comportamento studiato e modesto, non fumava né beveva ("tranne qualche goccia di tanto in tanto sotto la costrizione della decenza sociale"). Questa percezione era condivisa da altri; la poetessa Alicja Iwańska, il cui percorso letterario coincise in gran parte con quello di Ginczanka, ricorda che nonostante le squisite poesie che continuava a pubblicare sulle migliori riviste letterarie del paese e una bellezza personale che aveva un effetto abbagliante sugli astanti, Ginczanka era spesso diffidente, incline ad arrossire e balbettava quando veniva messa alle strette. 

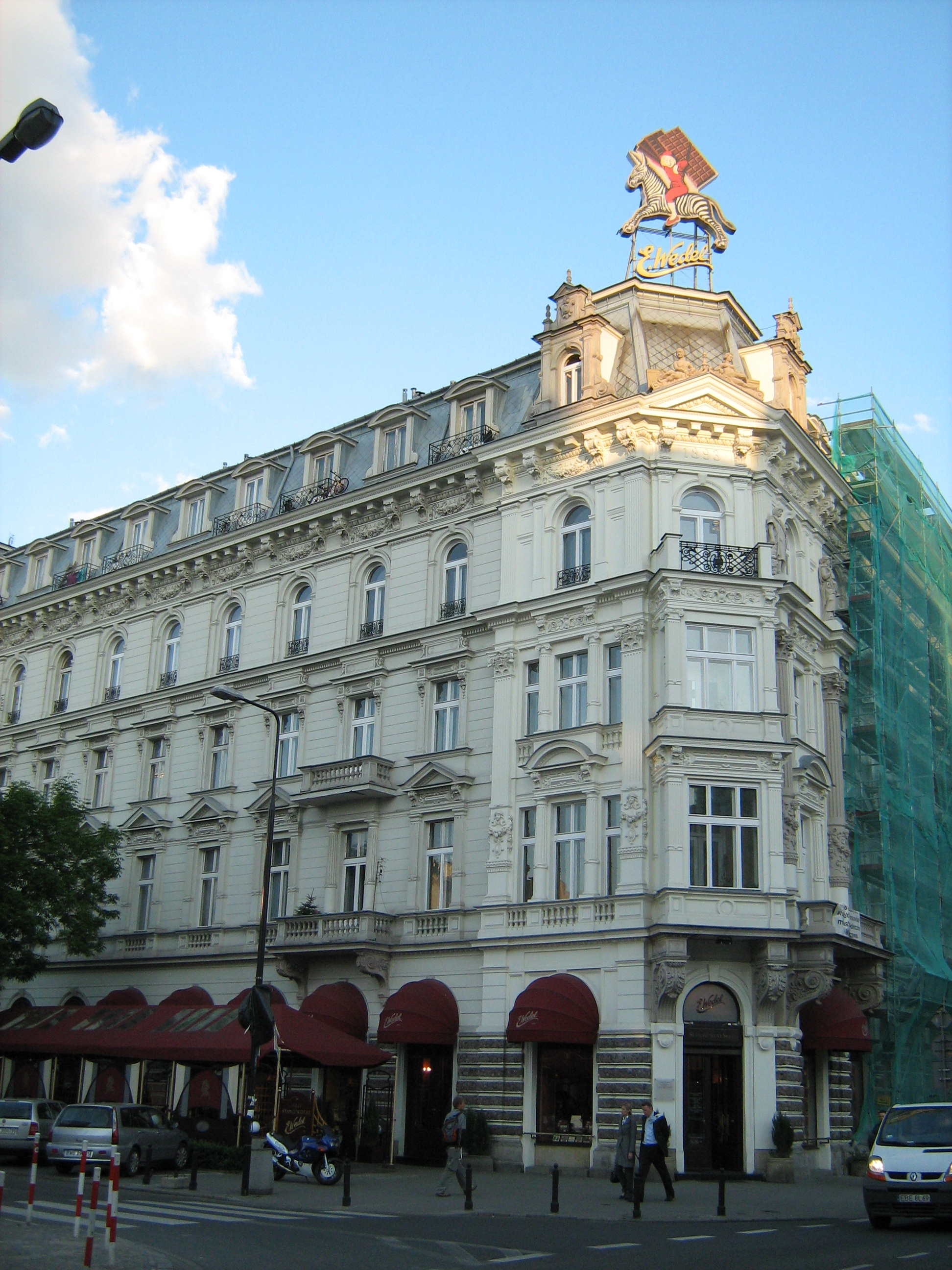
Edificio residenziale all'angolo tra ulica Szpitalna e ulica Przeskok, a Varsavia, dove Ginczanka risiedette alla fine degli anni '30

Józef Łobodowski, forse il più serio pretendente alla sua mano tra il 1933 e il 1938, le dedicò numerose poesie pubblicate su Wiadomości Literackie e in seguito sulla stampa polacca degli émigré, oltre a dedicarle una delle sue ultime raccolte di poesie, Pamięci Sulamity ("In ricordo della Sulamita "; vedi Bibliografia), con una preziosa introduzione autobiografica. Mentre il poeta Jan Śpiewak, tra tutti gli intellettuali polacchi, poteva vantare una conoscenza con Ginczanka che si estendeva per il periodo di tempo più lungo (essendo stato residente a Równe nello stesso periodo di lei, oltre ad aver condiviso il suo background ebraico e il suo status di colono voliniano proveniente dalle terre dell'ex Impero russo), sono i successivi ricordi di Łobodowski che colpiranno la nota più intima tra tutte le reminiscenze pubblicate dopo la guerra da coloro che conoscevano personalmente Ginczanka, tradendo un amore e un affetto imperituri da parte sua portati avanti per un'intera vita.
Grazie alla celebrità raggiunta, il suo appartamento in ulica Szpitalna a Varsavia si trasformò nel salotto letterario più importante della Polonia, in particolare in occasione dei suoi compleanni, onomastici, ecc. Eryk Lipiński racconta che fu qui che vide per la prima volta in persona il famoso autore Witold Gombrowicz.

#### Pubblicazioni
Sebbene abbia pubblicato una sola raccolta di poesie durante la sua vita, il libro O centaurach ("Sui centauri"), questo testo creò scalpore.  Spiegò il titolo indicando la duplice natura del centauro, una creatura mitologica in parte uomo e in parte cavallo - qui adottata come similitudine per il suo progetto poetico di unire in versi le qualità di sagacia e sensualità, "strettamente congiunte in vita come un centauro".
Uno dei più illustri poeti ucraini moderni e il più odiato dai sovietici, Yevhen Malanyuk (1897-1968),  allora in esilio a Varsavia, dopo essere stato introdotto per la prima volta alla poesia di Ginczanka da Julian Tuwim corse senza fiato nella redazione del Biuletyn Polsko-Ukraiński con la notizia della rivelazione di una nuova "eccellente poetessa".  Ginczanka non esitò a prestare la sua arte al sostegno di una causa sociale, come dimostra la sua poesia Słowa na wiatr ("Parole ai quattro venti"), pubblicata sul Wiadomości Literackie nel marzo 1937, il cui messaggio contesta l'onestà delle autorità del paese e dei raggruppamenti industriali nel fare promesse di fornire assistenza a chi era nel bisogno durante il difficile periodo invernale.

#### Drammi radiofonici
Ginczanka scrisse diversi radiodrammi per l'emittente nazionale polacca, Polskie Radjo. Nel luglio 1937 andò in onda il suo programma Pod dachami Warszawy ("Sotto i tetti di Varsavia"), scritto insieme ad Andrzej Nowicki.  Nel marzo 1938 la stampa polacca pubblicò l'annuncio di un altro radiodramma scritto da Ginczanka insieme a Nowicki, Sensacje amerykańskie ("Sensazioni americane"), sul tema del viaggio di Sherlock Holmes in America, trasmesso da Polskie Radjo.

## Invasione della Polonia

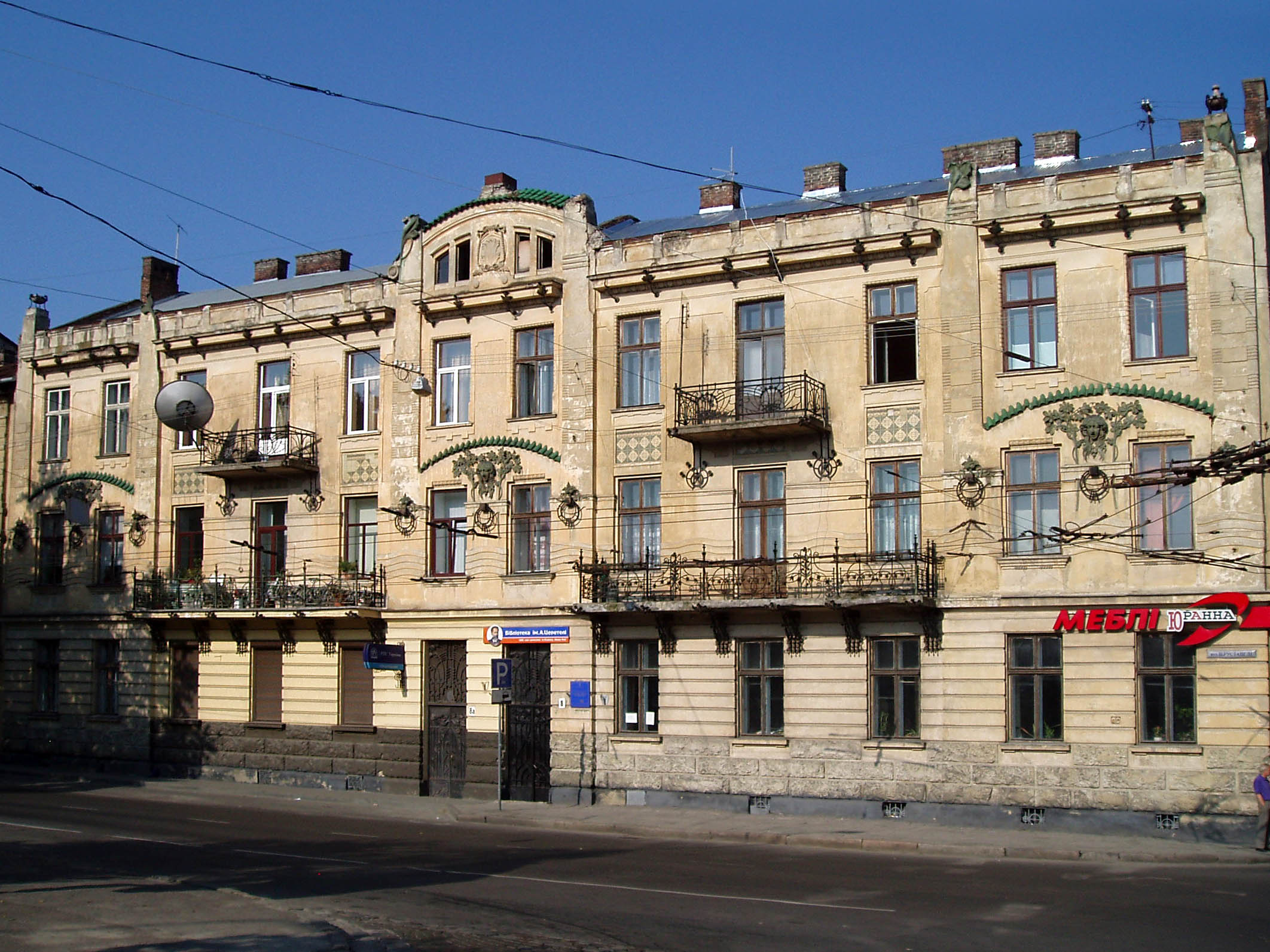
L'edificio in ulica Jabłonowskich № 8a a Leopoli dove Ginczanka visse e dove fu tradita dai nazisti (in una foto del 2011; oggi la strada è stata ribattezzata Rustaveli)

Ginczanka lasciò Varsavia nel giugno del 1939 per trascorrere le vacanze estive (come era sua abitudine ogni anno) con la nonna a Równe Wołyńskie. Qui fu colta dallo scoppio della Seconda Guerra Mondiale, causato dall'invasione della Polonia da parte della Germania nazista il venerdì primo settembre 1939, e in risposta a questa notizia, decisero di rimanere a Równe, una città che, trovandosi ai confini orientali della Polonia, era relativamente al riparo dalle ostilità della guerra. Questa situazione cambiò radicalmente solo due settimane dopo, con l'attacco dell'Unione Sovietica alla Polonia da est, il 17 settembre, che portò il dominio sovietico a Równe, e con esso le vessazioni e gli attacchi comunisti contro gli "elementi borghesi" e le classi abbienti in particolare. L'attività commerciale al piano terra della casa della nonna Klara Sandberg (una farmacia) nella via principale della città fu immediatamente espropriata, mentre i loro alloggi al secondo piano furono in gran parte requisiti per ospitare funzionari sovietici, costringendo i proprietari (inclusa Ginczanka) a vivere in un'unica stanza di servizio. Questi sviluppi costrinsero la poetessa a lasciare Równe per cercare alloggio nella ben più grande città polacca di Leopoli, situata 213 chilometri a sud-est e anch'essa occupata dall'Unione Sovietica. Prima della partenza, la nonna mise in valigia tutti i cimeli di famiglia e gli oggetti di valore, come le posate da tavola, sia per preservare la proprietà dei beni mobili, sia per provvedere alla futura dote di Ginczanka. A Leopoli Ginczanka affittò un appartamento nel condominio in ulica Jabłonowskich № 8a, dove ebbe come coinquilini Karol Kuryluk e gli scrittori Władysław Bieńkowski (1906-1991), Marian Eile (1910-1984) e Franciszek Gil (1917-1960).
Durante gli anni 1939-1942 Ginczanka visse dunque a Leopoli, nella Polonia occupata, lavorando come redattrice. Scrisse diverse poesie di propaganda sovietica. Riuscì a malapena a evitare l'arresto da parte delle forze ucraine che prendevano di mira la popolazione ebraica della città, protetta dal suo passaporto Nansen che, non essendo loro familiare, li impressionò a sufficienza da risparmiarla.
All'inizio del 1940, all'età di 22 anni, sposò a Leopoli lo storico dell'arte ebreo-polacco Michał Weinzieher, più vecchio di lei di 14 anni (in alcuni resoconti, di 16 anni), una mossa che scelse di non spiegare ai suoi amici. Mentre era ufficialmente sposata con Weinzieher, portò avanti una relazione con un artista, Janusz Woźniakowski, un giovane grafico polacco estremamente devoto alla sua poesia. Woźniakowski la aiutò a evitare di essere scoperta dopo l'invasione di Leopoli da parte della Germania nazista alla fine di giugno del 1941.   Nel rapporto dello scrittore Franciszek Gil che viveva nello stesso condominio di Ginczanka, lei divenne per Woźniakowski l'unica ragione della sua esistenza. Durante questo periodo Ginczanka fu molto attivo dal punto di vista letterario, componendo molte nuove poesie che, pur non essendo pubblicate, venivano lette durante piccole riunioni di amici. La maggior parte dei manoscritti di queste opere sono andati perduti, e solo pochissimi di essi sono stati ricreati a memoria dopo la guerra da coloro che le avevano imparate a memoria.
Con l'invasione da parte della Germania nazista dei confini orientali della Polonia il 22 giugno 1941, zona precedentemente occupata (dal 17 settembre del 1939) dall'Unione Sovietica, la situazione della popolazione ebraica cambiò ancora una volta drasticamente in peggio, dato che la shoah era già in pieno svolgimento. A Równe, la nonna Klara Sandberg, sua parente più stretta in Polonia, fu arrestata dai nazisti e morì di infarto, stroncata dall'orrore della morte imminente, mentre veniva trasportata in un luogo di esecuzione a Zdołbunów, a soli 17 chilometri di distanza. A Leopoli, la portinaia del palazzo in cui viveva Ginczanka, risentita per aver assegnato uno spazio nel suo palazzo a una rifugiata come Ginczanka, vide l'opportunità di sbarazzarsi dell'inquilina sgradita e, allo stesso tempo, di arricchirsi: nell'estate del 1942, denunciò Ginczanka alle autorità naziste, al potere in città, come ebrea nascosta nel suo palazzo con documenti falsi. La polizia nazista tentò immediatamente di arrestare Ginczanka, ma altri residenti dell'edificio la aiutarono a evitare l'arresto facendola fuggire. In un solo giorno, lo Schupo fece tre incursioni diverse nell'edificio per arrestare Ginczanka. Alla fine riuscirono a catturarla. Questo arresto non portò all'esecuzione di Ginczanka poiché in questa occasione fuggì dalla prigionia. Le fonti divergono sulle circostanze esatte in cui ciò accadde. Secondo i documenti del tribunale del processo postbellico di Zofja Chomin, come riportato dalla stampa, riuscì a fuggire dai suoi rapitori dopo essere stata portata alla stazione di polizia ma prima di essere imprigionata in sicurezza; secondo altre fonti, i suoi amici riuscirono a riscattarla dalle mani dei nazisti corrompendoli. Qualunque siano i dettagliì, l'incidente portò Ginczanka a scrivere la sua poesia più nota: Non omnis moriar .

### Periodo di Cracovia
Nel settembre del 1942 Michał Weinzieher, marito di Ginczanka, decise di lasciare Leopoli per sfuggire all'internamento della popolazione del ghetto. Lui e Zuzanna si trasferirono a Cracovia nella speranza che la grande città dove era sconosciuto gli avrebbe garantito l'anonimato necessario per sopravvivere con documenti falsi. Suo fratello minore era già stato assassinato due anni prima dai sovietici nel massacro di Katyn, e Weinzieher era in grave pericolo. Durante il suo soggiorno a Cracovia con la famiglia Güntner, Weinzieher (imprudentemente per quei tempi) continuò a perseguire il suo attivismo politico di sinistra e continuò a mantenere contatti con i partiti politici clandestini di sinistra. È qui, e in queste circostanze, che fu raggiunto pochi mesi dopo da sua moglie, Zuzanna Ginczanka, i cui documenti falsi indicavano che era una persona di nazionalità armena. I pochi mesi che separarono lei e il marito dall'arrivo a Cracovia furono trascorsi da Ginczanka con Woźniakowski presso la zia di quest'ultimo a Felsztyn, 97 chilometri a sud-ovest di Leopoli, dove Ginczanka fu presentata come la fidanzata di Woźniakowski. I documenti falsi con cui Ginczanka e Weinzieher viaggiarono furono forniti in entrambi i casi da Janusz Woźniakowski.
A Cracovia Ginczanka occupava una stanza accanto a quella di Weinzieher, trascorrendo la maggior parte del tempo a letto. Secondo i suoi ospiti, Ginczanka era solita dire che "la mia creatività scaturisce dalla mia pigrizia". Qui il suo visitatore più frequente era Janusz Woźniakowski, ma manteneva stretti contatti anche con la nota pittrice Helena Cygańska-Walicka (1913-1989), moglie dello storico dell'arte Michał Walicki, Anna Rawicz e altri. Poiché anche nelle rare uscite per strada Ginczanka attirava l'attenzione sgradita dei passanti con la sua bellezza esotica, decise di cambiare rifugio trasferendosi nella località termale (allora suburbana) di Swoszowice, nella periferia meridionale di Cracovia, dove si unì a un'amica d'infanzia di Równe, Blumka Fradis, che si nascondeva lì dai nazisti.
All'inizio del 1944, apparentemente per puro caso, Janusz Woźniakowski fu arrestato durante una łapanka, ovvero un rastrellamento casuale di cittadini polacchi per strada. La ricevuta di lavanderia trovata sul suo corpo indicava l'indirizzo del vecchio nascondiglio di Ginczanka, non più occupato da lei ma un luogo in cui Woźniakowski continuava a vivere con Weinzieher. Durante una perquisizione dei locali, a cui Woźniakowski fu costretto ad assistere, fu arrestato anche il marito di Ginczanka, Michał Weinzieher. Il 6 aprile del 1944, sui muri di Cracovia apparve affisso un annuncio del "Tribunale sommario della polizia di sicurezza " (Standgericht der Sicherheitspolizei) che elencava 112 condannati a morte: i primi 33 erano coloro nei confronti dei quali la sentenza di morte era già stata eseguita, i restanti erano coloro che attendevano l'esecuzione. Il nome di Janusz Woźniakowski è il quinto della lista. Quello di Michał Weinzieher è più in basso.

### Arresto
Zuzanna Ginczanka cambiava spesso nascondiglio, l'ultimo fu nell'appartamento di Elżbieta Mucharska, che aveva soccorso molte persone in quel periodo, situato a Mikołajska 5 nel cuore della Città Vecchia di Cracovia. Le circostanze dell'arresto di Ginczanka furono oggetto di riflessione da parte di una memorialista del dopoguerra. Il primo racconto è quello di Wincentyna Wodzinowska-Stopkowa (1915-1991), pubblicato nel suo libro di memorie del 1989 Portret artysty z żoną w tle ("Un ritratto dell'artista con la moglie sullo sfondo").  Il nascondiglio di Ginczanka e le parole d'ordine usate dai suoi salvatori furono intercettate dalla Gestapo da diversi messaggi clandestini destinati ad essere fatti uscire di nascosto dalla prigione e indirizzati a loro. Gli Stopka, che erano essi stessi incriminati dai messaggi clandestini in questione, riuscirono a far andare via la Gestapo senza essere arrestati, corrompendoli con bottiglie di liquore e monete d'oro,. Non appena la Gestapo fu lontana, Wodzinowska-Stopkowa si precipitò al vicino nascondiglio di Ginczanka per avvertirla del pericolo imminente, solo per essere accolta sulla porta da una donna singhiozzante che disse direttamente: "L'hanno già presa. Ha urlato, ha sputato loro addosso..."  Wodzinowska-Stopkowa corse quindi senza fiato alle residenze di tutte le altre persone nominate nei messaggi scritti da Woźniakowski, arrivando in ogni caso troppo tardi, dopo gli arresti degli individui interessati.

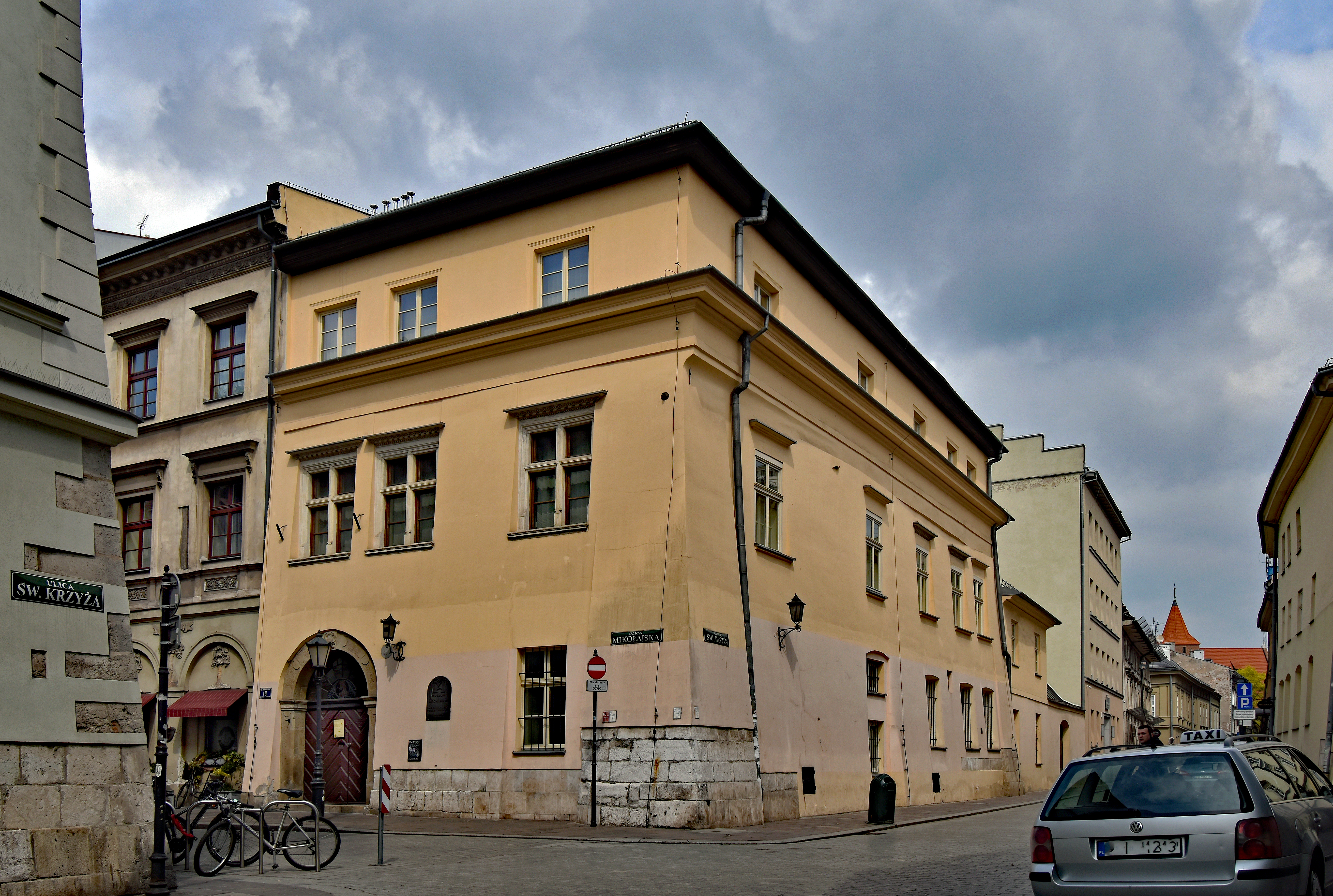
Casa del XVI secolo nella ulica Mikołajska n. 18 a Cracovia, proprio di fronte al n. 5 dove Ginczanka visse nel 1944, da dove J. Tomczak assistette all'arresto di Ginczanka da parte della Gestapo

Un altro resoconto dell'arresto di Zuzanna Ginczanka fu fornito oralmente alla professoressa Izolda Kiec dell'Università di Poznań 46 anni dopo, nel gennaio 1991, da Jerzy Tomczak, nipote di Elżbieta Mucharska, l'ultima ospite di Ginczanka a Cracovia menzionata nel paragrafo precedente; è incluso nel suo libro del 1994 Zuzanna Ginczanka: życie i twórczość ("Zuzanna Ginczanka: Vita e opere"). Al momento dell'arresto di Ginczanka, nell'autunno del 1944, Tomczak aveva dieci anni e visse nella stessa stanza con Ginczanka per circa un mese. Ricorda che durante il suo soggiorno Ginczanka non lasciò mai i locali per motivi di sicurezza e non apriva mai la porta se si trovava da sola. L'unica visita che ricevette fu una sua amica del liceo, "una bionda senza tratti semitici" (Blumka Fradis). Un giorno, tornando da scuola, fu fermato sulle scale da un vicino che gli disse di fare marcia indietro: "Sono a casa tua...". A queste parole si ritirò ed entrò nell'ingresso del condominio di fronte. Circa mezz'ora dopo, da questo punto di osservazione, osservò Zuzanna Ginczanka e Blumka Fradis scortate dalla Gestapo fuori dal suo palazzo. Commenta: "Non ho idea di come siano riusciti a rintracciarle. Sospetto una denuncia da parte di un vicino. Non c'è altra possibilità." 

### Appunti dalla cella della prigione
Izolda Kiec (n. 1965), autrice del libro del 1994 su Ginczanka, è riuscita a rintracciare una persona che era in contatto diretto con Ginczanka dopo il suo ultimo arresto nell'autunno del 1944: Krystyna Garlicka, sorella dello scrittore polacco Tadeusz Breza (1905-1970), che visse nel 1992 a Parigi. Garlicka fu incarcerata a un certo punto insieme a Ginczanka, nella stessa cella, e come compagna di prigionia sviluppò un rapporto con lei che la rese partecipe delle confidenze di Ginczanka e di gran parte del suo destino finale. Secondo il rapporto di Garlicka consegnato a Kiec nel 1992, 47 anni dopo il fatto, Ginczanka la accettò in prigione perché conosceva suo fratello, Tadeusz Breza. Dormivano insieme su un singolo materasso di paglia che veniva steso sul pavimento per la notte, un momento in cui Garlicka ascoltava le confidenze di Ginczanka. Secondo Garlicka, Ginczanka le disse che il suo arresto definitivo era dovuto al tradimento della sua ospite di Cracovia, Elżbieta Mucharska, poiché non usciva mai di casa e "nessuno sapeva dove si trovasse". Ginczanka, che inizialmente fu detenuta nella famigerata struttura di ulica Montelupich, aveva molta paura della tortura (per la quale quella prigione era tristemente nota) e per evitare attacchi al suo corpo fingeva di preoccuparsi in modo particolare dei suoi capelli, che toccava ripetutamente durante gli interrogatori per apportare piccole correzioni alle sue ciocche, ecc. Questo fu notato dagli interrogatori della Gestapo e quando vennero a torturarla vollero trascinata sul pavimento per i capelli. Sebbene urlasse di dolore, non fu mai spezzata e non ammise mai di essere ebrea. Tuttavia, questo non fu il caso della sua amica (Blumka Fradis), che crollò: "forse le mancavano il coraggio e la forza di volontà di Ginczanka", commenta Garlicka. Blumka Fradis fece una confessione che segnò la fine delle indagini e "segnò il destino per entrambe". Ginczanka sperava di essere deportata in seguito nel campo di concentramento di Cracovia-Płaszów in primo luogo, e da lì ad Auschwitz, decisa a superare tutto e sopravvivere. Ciò tuttavia non accadde, poiché fu trasferita in un'altra prigione a Cracovia.

### Luogo e data di morte

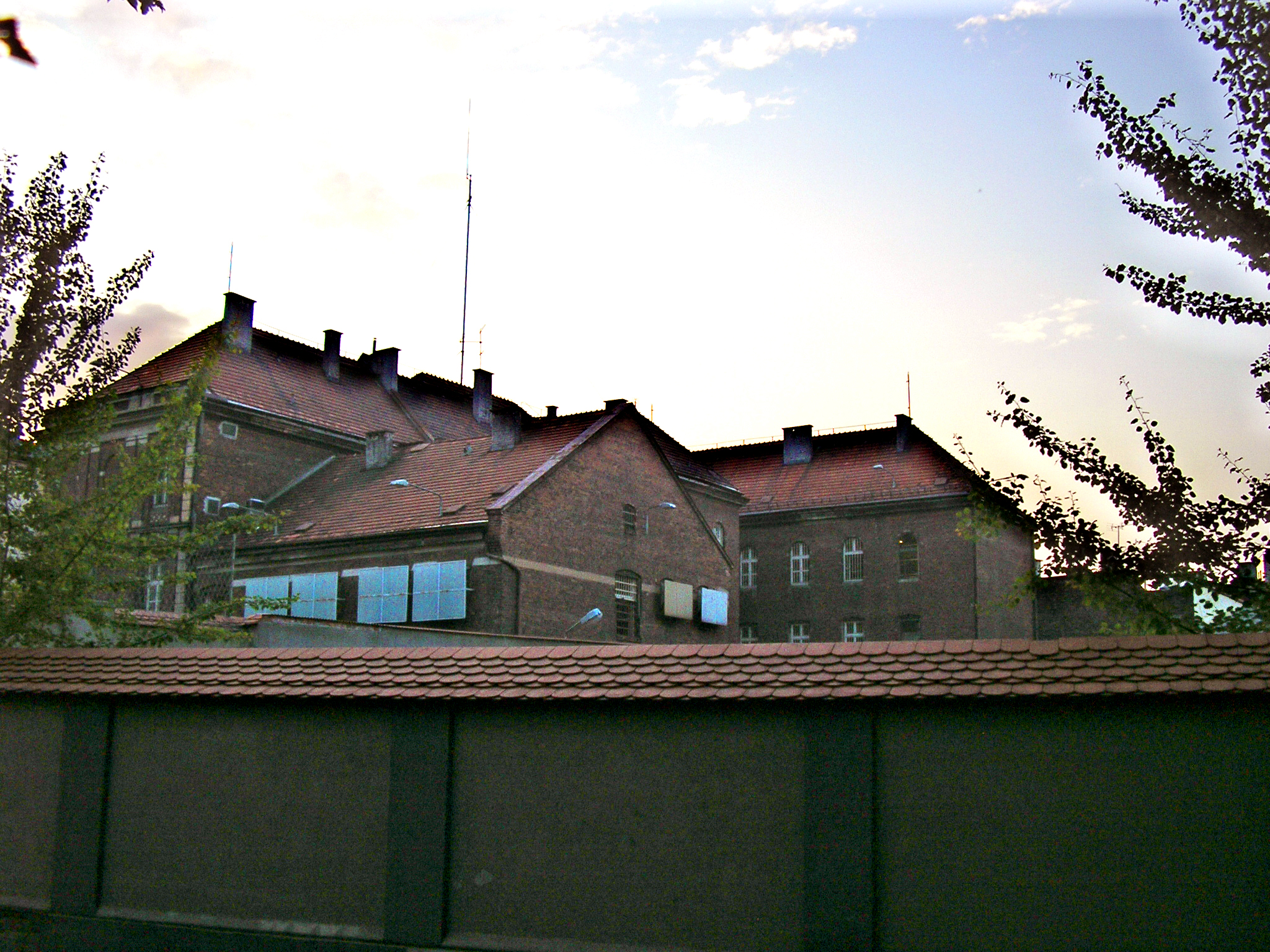
Lato posteriore della prigione in ulica Stefana Czarnieckiego 3 a Cracovia, di fronte al cortile sul retro dove fu assassinata Ginczanka, in una foto del 2011 (notare le finestre oscurate). L'edificio, progettato come tribunale dall'architetto ebreo-polacco Ferdynand Liebling (1877-1942), fu costruito nel 1905.

Non vi è consenso tra le fonti pubblicate circa il luogo esatto della morte di Ginczanka. Vi è un ampio consenso sulle circostanze della sua esecuzione con arma da fuoco, sia con una sola arma da fuoco che da un plotone di esecuzione, in una prigione situata nella periferia meridionale di Cracovia. Molte fonti più vecchie identificano il sobborgo in questione come Płaszów (amministrativamente parte del comune di Cracovia dal 1912, ma colloquialmente definito una comunità separata) - da non confondere con l'omonimo campo di concentramento nazista situato nella stessa località: non è mai stata avanzata alcuna affermazione che Ginczanka sia stata deportata in alcun campo di concentramento. Altre fonti identificano il sobborgo in questione come la vicina località termale di Swoszowice (anch'essa oggi entro i confini meridionali del comune di Cracovia).  Più recentemente, il cortile della prigione della famigerata struttura in ulica Montelupich n. 7 a Cracovia è stato indicato come luogo della sua morte.  Questa identificazione, forse congetturale, contraddirebbe le fonti precedenti, poiché la prigione in questione si trova nel centro della città e non ai confini meridionali dell'area metropolitana. Infine, e forse nel modo più autorevole, Izolda Kiec, basando le sue conclusioni su fonti scritte inedite e sulle numerose interviste orali con testimoni oculari e altre persone direttamente collegate alla vita di Ginczanka condotte negli anni Settanta e Ottanta, indica per la prima volta il cortile della struttura carceraria situata in ulica Stefana Czarnieckiego n. 3 a Cracovia come luogo del martirio di Ginczanka.  Quest'ultima identificazione non contraddice le fonti precedenti che citano Płaszów, poiché sia il distretto di Płaszów che ulica Czarnieckiego si trovano nello stesso quartiere meridionale di Cracovia, Podgórze. Inoltre, Kiec afferma anche - conciliando così forse tutte le fonti precedenti - che Ginczanka fu effettivamente imprigionata inizialmente nella prigione di Montelupich, dove ebbe luogo il suo interrogatorio sotto tortura, e solo dopo che questo fu completato fu trasferita nella prigione (più piccola) in ulica Czarnieckiego, dove fu assassinata. Ginczanka aveva 27 anni.
L'amica del liceo di Ginczanka, Blumka Fradis, fu uccisa insieme a lei nel cortile di Czarnieckiego 3.
Józef Łobodowski riporta le informazioni privilegiate ricevute negli anni '80 da una fonte che non rivela, secondo cui l'esecuzione di Ginczanka ebbe luogo "poco prima" (tuż przed) della liberazione di Cracovia (un evento storico datato 18 gennaio 1945) - cioè nella prima parte del gennaio 1945.  Senza specificare la data del 1945, Izolda Kiec dice più o meno la stessa cosa ("pochi giorni (na kilka dni) prima della fine della guerra"). Se le espressioni "poco prima" e "pochi giorni" dovessero essere interpretate figurativamente nel senso di "un breve periodo" ma non necessariamente "un periodo molto breve", la data della morte di Ginczanka potrebbe essere anticipata al dicembre 1944. Wacław Iwaniuk, un conoscente personale di Ginczanka afferma: "Ginczanka fu assassinato dalla Gestapo a Cracovia, probabilmente l'ultimo giorno dell'occupazione di Cracovia " ( chyba w ostatnim dniu okupacji Krakowa ) — cioè, il 17 gennaio 1945.
In un articolo pubblicato sulla Gazeta Wyborcza nel dicembre 2015, Ryszard Kotarba, lo storico del suddetto campo di concentramento di Cracovia-Płaszów, ipotizza tuttavia che Ginczanka potrebbe essere stata tra i numerosi prigionieri portati in quel campo in camion il 5 maggio 1944, la maggior parte dei quali furono giustiziati sul posto.

#### "Non omnis moriar"
La poesia più nota di Ginczanka, scritta nel 1942 e senza titolo, comunemente chiamata "Non omnis moriar" dalle sue parole iniziali (latino per "Non tutto di me morirà", incipit di un'ode di Orazio), che incorpora il nome del suo presunto traditore all'interno del testo, è una parafrasi della poesia di Juliusz Słowacki Testament mój ("Il mio testamento").  Non omnis moriar fu pubblicata per la prima volta nel settimanale Odrodzenie di Cracovia nel 1946 su iniziativa di Julian Przyboś, un poeta che era stato uno dei membri più illustri della cosiddetta Avanguardia di Cracovia (Awangarda Krakowska).
Non omnis moriar fu elogiata da molti altri, tra cui il poeta Stanislaw Wygodzki,  mentre un'altra poetessa polacca, Anna Kamieńska, lo considerava una delle poesie più belle in lingua polacca.  Forse l'aspetto più significativo di Non omnis moriar è la sua accusa all'antisemitismo polacco da parte di una donna ebrea che desiderava più di ogni altra cosa diventare una poetessa polacca ed essere accettata come polacca (piuttosto che come un "esotico Altro"). In tutta la sua opera Ginczanka non ha mai scritto sul concetto di dentità ebraica; le sue riflessioni sul  concetto di identità si sono concentrate esclusivamente sul suo essere donna.

### Dopo la guerra
Nel gennaio del 1946, con l'accusa di collaborazionismo coi nazisti, Zofja Chomin, la portinaia del palazzo dove Ginczanka viveva a Leopoli, e suo figlio Marjan Chomin furono arrestati e processati in tribunale. La poesia Non omnis moriar faceva parte delle prove contro di loro. Secondo l'articolo apparso sul quotidiano Express Wieczorny del 5 luglio 1948 (pagina 2), Zofja Chomin fu condannata a quattro anni di carcere per aver rivelato l'identità di Ginczanka ai nazisti - la poesia Non omnis moriar è nuovamente citata nell'atto di condanna - mentre suo figlio fu assolto. Un resoconto di questi eventi è fornito in uno studio di Agnieszka Haska (vedi Bibliografia).

## Ricordo

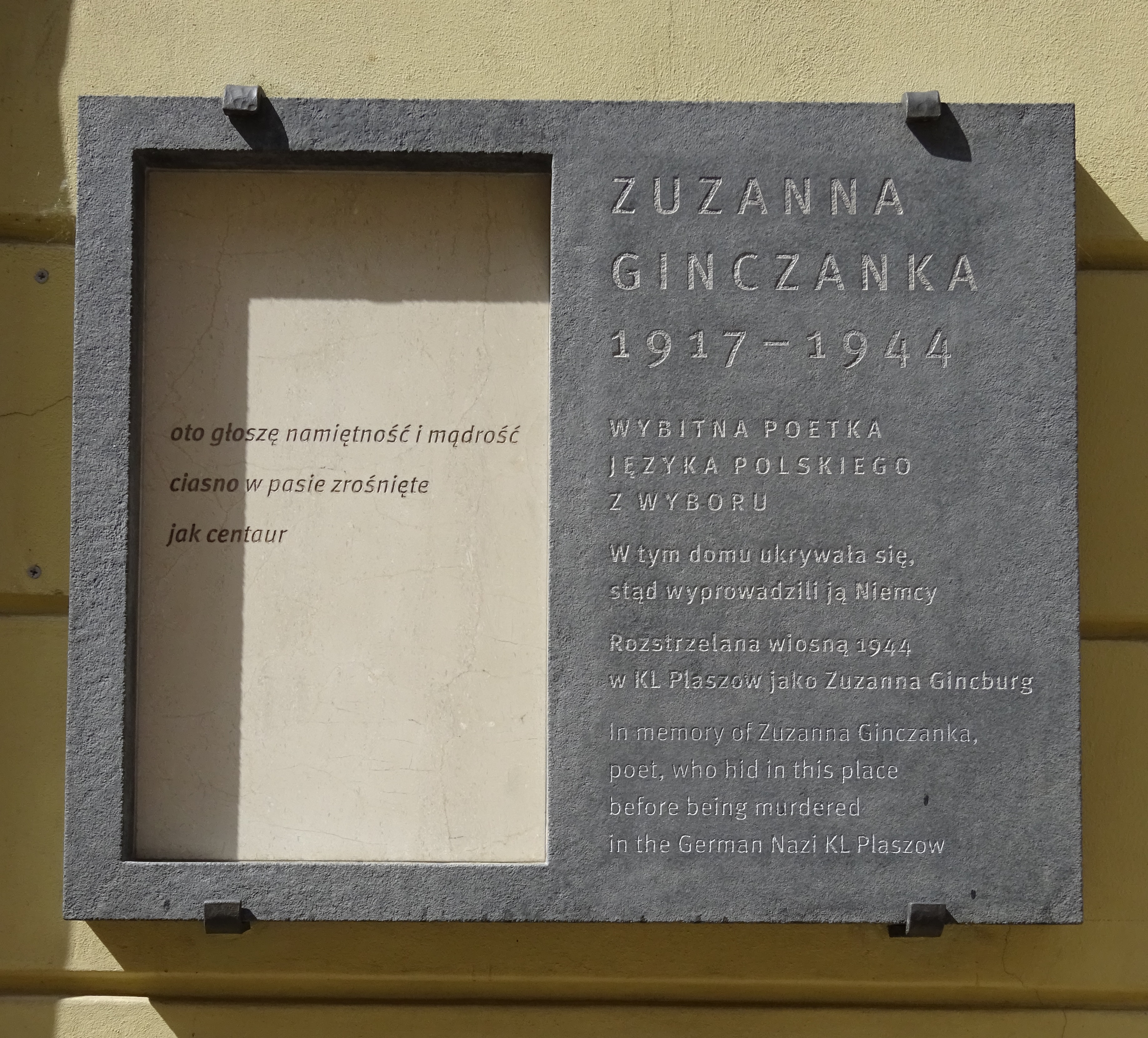
Targa commemorativa dedicata a Zuzanna Ginczanka, in via Mikołajska a Cracovia

Nonostante la qualità della sua poesia, Ginczanka fu ignorata e dimenticata nella Polonia del dopoguerra, poiché i censori comunisti consideravano la sua opera indesiderabile. Un rinnovato interesse e riconoscimento per la sua opera emersero solo dopo il crollo del comunismo. 
Ginczanka fu il soggetto di una commovente poesia di Sydor Rey, intitolata Smak słowa i śmierci ("Il sapore della parola e della morte") e pubblicata nel 1967.  Un'altra poesia in suo onore è la composizione Zuzanna Ginczanka di Dorota Chróścielewska (1948-1996).
Nel 1987 il poeta Józef Łobodowski pubblicò una raccolta di poesie in memoria di Ginczanka intitolata Pamięci Sulamity. Nel 1991, dopo che la Polonia riconquistò l'indipendenza, fu pubblicato un volume con la sua raccolta di poesie. Izolda Kiec ha pubblicato due libri dedicati a Ginczanka: una biografia intitolata Zuzanna Ginczanka. Życie i twórczość ("Zuzanna Ginczanka. Vita e opere") nel 1994  e Ginczanka. Nie upilnuje mnie nikt nel 2020.
Nel 2001, Agata Araszkiewicz, ha pubblicato il libro Wypowiadam wam moje życie. Melanconia Zuzanny Ginczanki ("Ti esprimo la mia vita: la malinconia di Zuzanna Ginczanka").
Nel 2003, il poeta Maciej Woźniak le ha dedicato una poesia nella sua raccolta di poesie Obie strony światła ("Entrambi i lati della luce"). Nel 2015, il Museo della Letteratura di Varsavia ha ospitato la mostra Tylko szczęście jest prawdziwym życiem ("Solo la felicità è la vita reale") dedicata alle opere di Ginczanka.
Nel 2017, in occasione del centenario della nascita di Ginczanka, è stata inaugurata una targa commemorativa su un palazzo in via Mikołajska a Cracovia, dove si era nascosta durante il suo soggiorno in città. Lo stesso anno, Marek Kazmierski ha tradotto e pubblicato il primo libro della sua opera in inglese. Nel 2019, Jarosław Mikołajewski ha pubblicato un libro Cień w cień. Za cieniem Zuzanny Ginczanki che tratta della sua vita e della sua eredità letteraria.
Nel 2021, Hanna Kubiak e Bernhard Hofstötter hanno pubblicato la prima edizione tedesca delle opere di Ginczanka.

## Pubblicazioni

### Poesia
- O centaurach (1936)
- Wiersze wybrane (1953)
- Zuzanna Ginczanka [: wiersze] (1980)
- "Non omnis moriar" (prima del 1990)
- Udźwignąć własne szczęście (1991)
- Krzątanina mglistych pozorów: wiersze wybrane = Un viavai di brumose apparenze: poesie scelte (2011; edizione bilingue: testo in polacco e italiano)
- Von Zentauren und weitere ausgewählte Gedichte (2021; edizione tedesca; ISBN 978-3347232334)

### Traduzioni
- Vladimir Mayakovsky, Wiersze, tradotto in polacco da Zuzanna Ginczanka (1940)